# Hypoplectis simulatrix
Hypoplectis simulatrix là một loài bướm đêm trong họ Geometridae.